# (Bekas) dubelt
(Bekas) dubelt, bekas dubelt (Gallinago media) – gatunek średniej wielkości ptaka wędrownego z rodziny bekasowatych (Scolopacidae). Bliski zagrożenia wyginięciem.

## Zasięg występowania
Dubelt zamieszkuje Europę Północną, Środkową i Wschodnią oraz zachodnią Syberię – od Półwyspu Skandynawskiego i Polski po Jenisej. Zimuje w Afryce Subsaharyjskiej. Przeloty w marcu–maju i lipcu–listopadzie.
W Polsce gniazduje bardzo nielicznie, głównie na Podlasiu (najliczniej w Dolinie Biebrzy) i Lubelszczyźnie, skrajnie nielicznie w północnej części Mazowsza, Wielkopolsce oraz na Pomorzu Zachodnim.

## Morfologia

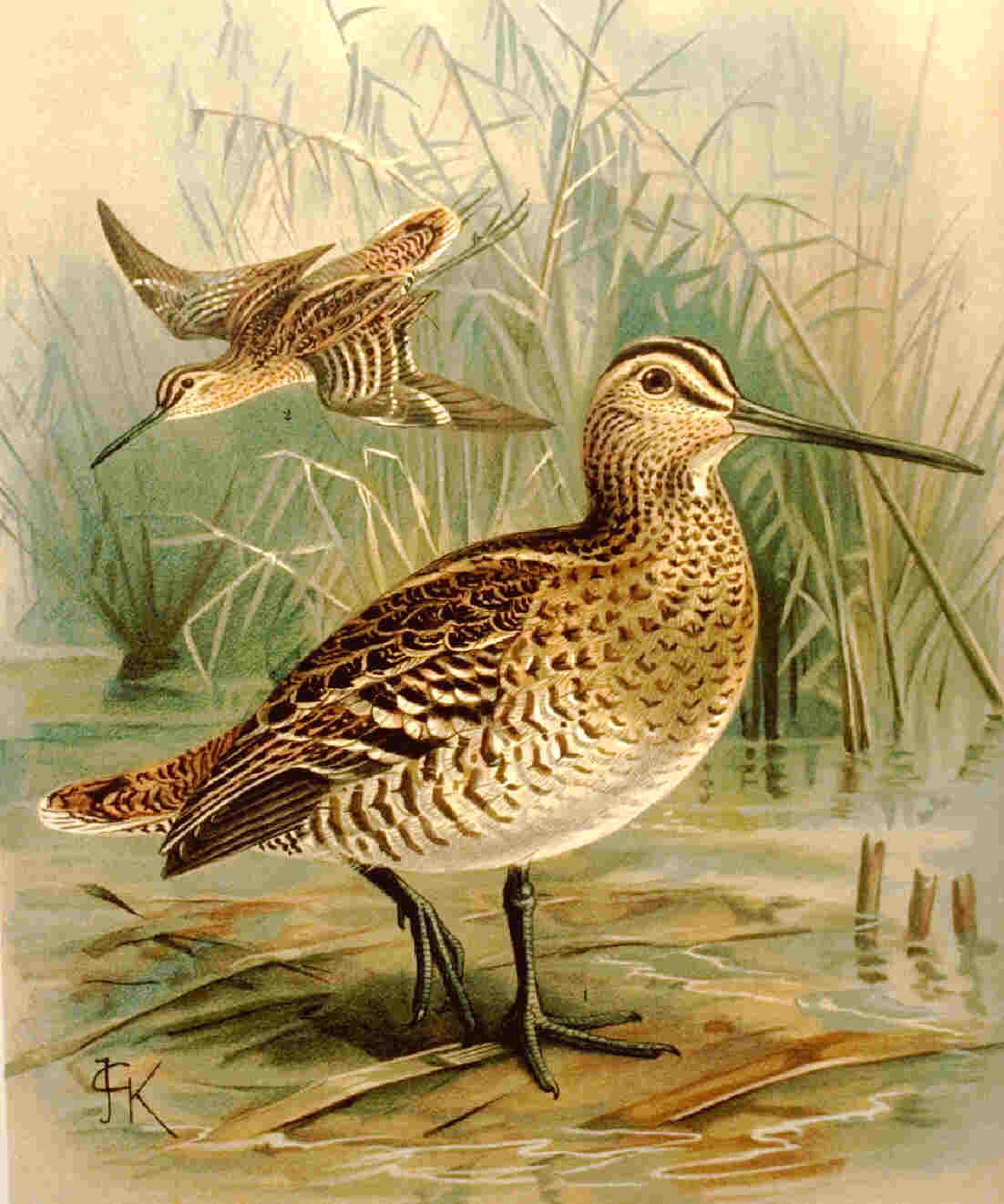
Dubelty na rycinie z książki Johanna Friedricha Naumanna (widoczna duża ilość bieli w ogonie i rzędy białych perełek na wierzchu skrzydła)

Cechy gatunkuBrak wyraźnego dymorfizmu, zarówno płciowego, jak i wiekowego. Wierzch głowy ciemnobrązowy z szerokimi, jasnobrązowymi smugami na środku głowy i nad oczami. Wierzch ciała brązowy z czarnobrązowymi plamami. Spód ciała jasny z ciemnym prążkowaniem. Ogon rdzawy z białymi krawędziami. Dziób długi, prosty, brązowy z czarnym końcem.
Nie wyróżnia się podgatunków.
Wymiary średniedługość ciała ok. 27–29 cm
rozpiętość skrzydeł ok. 42–46 cm
masa ciała ok. 140–250 g

## Ekologia i zachowanie

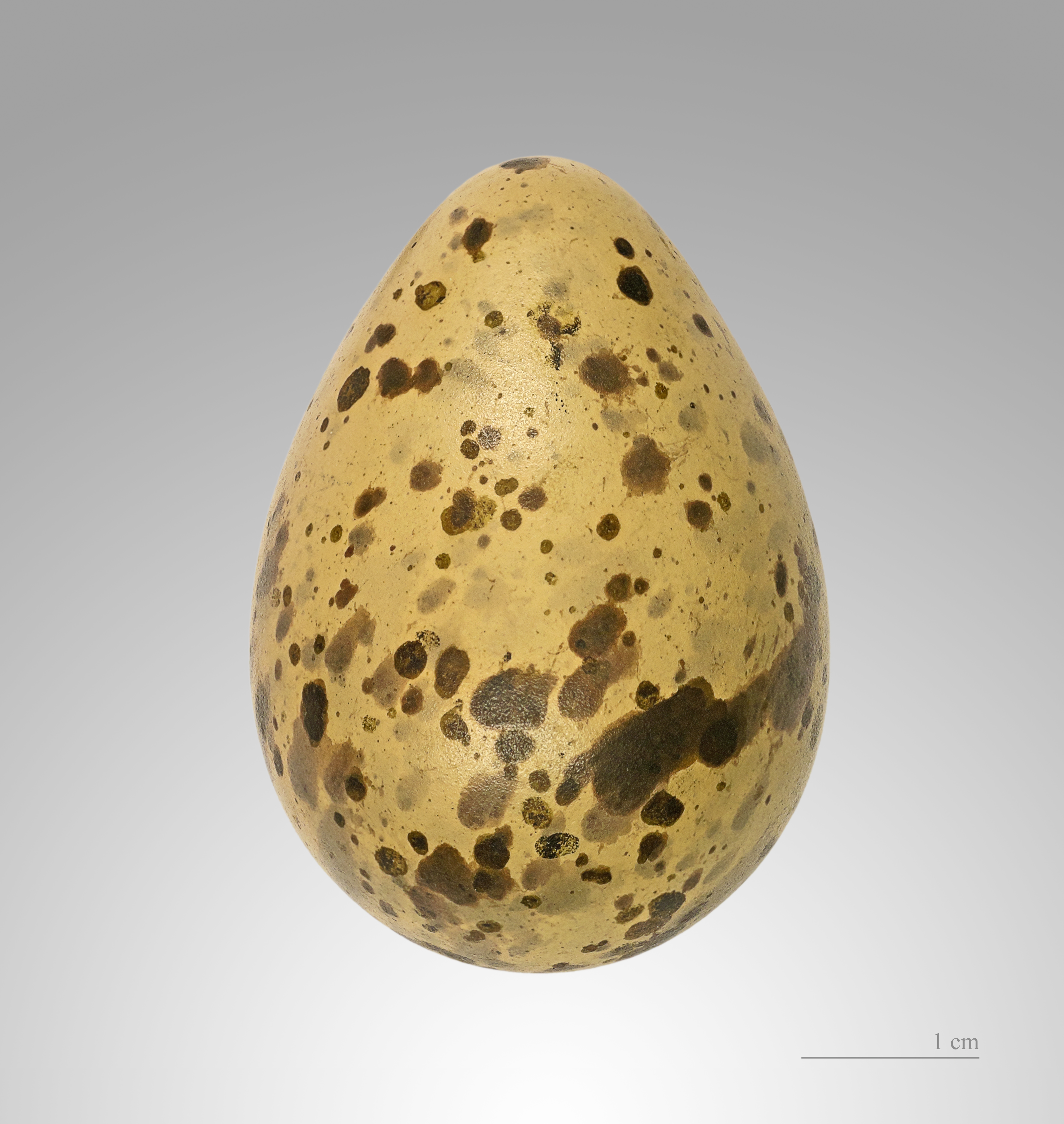
Jajo z kolekcji muzealnej

BiotopDuże obszary podmokłych łąk i bagien.
Okres godowySamce tokują stadnie, nocą na wybranych torfowiskach. Ptaki są bardzo przywiązane do miejsca toków. Niektóre tokowiska są systematycznie odwiedzane przez 20 a nawet 60 lat. Tokowiska dubeltów stanowią system. Poszczególne oddalone są od siebie o kilka kilometrów. Samce przebywają na tokowisku średnio 4 dni. Istnieje wymiana samców między tokowiskami. W związku z tym dubelty potrzebują ogromnego podmokłego terenu, a o te coraz trudniej. Dubelt jest więc ptakiem rzadkim. Jest to gatunek nocny, ciężki do obserwacji i badań. W czasie toków samce przyjmują postawę „kulturystyczną”, wypinając do przodu pierś i naprężając nogi. Wydają przy tym specyficzne dźwięki podobne do terkotu. W ostatniej fazie tokowania ptak wyrzuca do góry skrzydła, następnie przysiada i rozpościera ogon. Każdy z samców tokuje na oddzielnej kępie, jak na cokole. Zdarzają się też potyczki samców na granicach rewirów. Samce nigdy się nie dotykają, okazując swoje niezadowolenie unoszeniem i opuszczaniem głowy, strasząc się nawzajem. Samice obserwują tokowisko i wybierają najatrakcyjniejszego samca.
GniazdoNa ziemi, w suchym, wyniesionym miejscu.
JajaW ciągu roku wyprowadza jeden lub 2 lęgi, składając w maju–lipcu 4 jaja.
WysiadywanieJaja wysiadywane są przez okres 22–24 dni przez samicę. Pisklęta opuszczają gniazdo po wykluciu, lecz pozostają pod opieką obojga rodziców przez 4–5 tygodni, do momentu uzyskania zdolności do lotu.
PożywienieGłównie bezkręgowce (zwłaszcza dżdżownice, ale też ślimaki, owady lądowe i ich larwy), także nasiona.

## Status i ochrona
Międzynarodowa Unia Ochrony Przyrody (IUCN) uznaje dubelta za gatunek bliski zagrożenia (NT – Near Threatened). Liczebność światowej populacji, według szacunków organizacji Wetlands International z 2012 roku, mieści się w przedziale 118 000 – 1 051 000 osobników. Trend liczebności populacji uznawany jest za spadkowy.
W Polsce objęty ochroną gatunkową ścisłą. Liczebność populacji dubelta na terenie kraju w latach 2013–2018 szacowano na 250–450 tokujących samców. Pomiędzy 2007 a 2018 rokiem odnotowano silny spadek liczebności, sięgający około 54%. Na Czerwonej liście ptaków Polski uznany za gatunek zagrożony (EN) (dotyczy populacji lęgowej).
Największe zagrożenia dla gatunku to niszczenie i degradacja siedlisk lęgowych, głównie wskutek intensyfikacji rolnictwa, osuszania terenów podmokłych i zatapiania dolin rzecznych podczas tworzenia sztucznych zbiorników. Utrata siedlisk lęgowych może też być spowodowana zmianami klimatycznymi, zbyt intensywnym użytkowaniem łąk bądź porzucaniem użytkowania rolniczego na niektórych terenach i ich zarastaniem. We wschodniej Europie, w Armenii i na zimowiskach jest to ptak łowny.